# Battista Mombrini
Battista Mombrini (Treviglio, 10 de enero de 1944) es un pintor y escultor italiano.

## Biografía
Hijo de Mario Mombrini y Agnese Possenti, 11 años, continuó sus estudios (primaria y secundaria) en el colegio de San Pietro Seveso y luego dedicarse por completo a la pintura, asistiendo el ambiente artístico de Milán, en la Academia de Brera en varios museos, galerías y exposiciones de Milán, y haciendo uso de los artistas de la época (especialmente los maestros Aldo Fornoni, conocido por sus desnudos femeninos en colores pastel y Paul Frosecchi. durante esos años, fue cofundador, con los hermanos Filippo y Giuseppe Villa, el grupo, que reúne a jóvenes artistas de la Academia de Brera en Milán
Abrió su propio estudio en Treviglio que todavía está activo, su producción artística (iniciado en 1964 ) se centra inicialmente en los temas " formación " del retrato, el desnudo y el paisaje y luego pasar progresivamente a finales de los años setenta la "interpretación muy personal y el procesamiento de las averías figurativas en clave neo - cubista. En 1976, presenta esta evolución de su pintura dedicada a la campiña italiana con Caroline Yeats Brown en Londres ( en agosto en Beauchamps Gallery en Chelsea y en septiembre en la Galería John Sears en Piccadilly Circus) 1 en 1977 en Francia, grupo Galerie d' Orsel París, y en noviembre de 1978, en Suiza, en la Casa de las Artes en La Chaux-de-Fonds, con personal homenaje al inmigrante que los enfoques sociológicos a los problemas que caracterizan las creaciones más tarde. En 1986 expuso en la Galerie Boicot en Bruselas, Bélgica.
Los años ochenta se caracterizaron por una intensa actividad para Mombrini organizacional en Treviglio, cuando participó en la fundación de la Asociación Pro Loco y tiendas del centro, pero sobre todo en 1978, para el diseño de los " Pintores de la Vía Sangalli " exposición que, teniendo todo año cientos de artistas en un festival folclórico, así como culturales, en un corto período de tiempo se conoce como la "Pequeña Bagutta Treviglio. " el 21 de septiembre de 2013, después de 25 años desde la última vez que quería recrear esto con 92 artistas que exhiben sus obras.
Em 1989 Expos no Castelo de Visconti Trezzo sull'Adda.
Em 1997 expõe em Montecarlo em Mónaco, na Maison de l'Amérique Latine.
En 1998 recibió el encargo de decorar una pared conmemorativa Irmã Dulce (Irmã Dulce, religión brasileña conocida por su dedicación a los pobres de su país), para conmemorar el sexto aniversario de la desaparición y el inicio del proceso de beatificación. El fresco, 60 metros cuadrados, fue inaugurado 12 de marzo de 1998 en la iglesia dedicada a San Antonio de Padua, en Salvador de Bahía, dónde Mombrini atrás unos meses más tarde por un corto período de exposición (17-21 de agosto) de sus veinte obras en el Unhão Solar, el Museo de Arte Moderno de El Salvador, y de nuevo en agosto de 1999 para la construcción de un segundo fresco, el Hospital de Maternidad en el día de Pasillo Niños ( hospital de Niños ), el Memorial de la Irmã Dulce. En marzo de 2003, de nuevo en Brasil, pero esta vez en Caraá, común en el extremo sur del país, con una mayoría de población italiana ( Treviglio, en particular), junto con el artista para decorar el ábside brasileño Ho Monteiro ( 80 metros cuadrados ) restauró la ermita de Nuestra Señora de las Lágrimas, el santo patrón tanto de la ciudad brasileña de Treviglio.
El episodio no permanecerá aislado, ya que, a su regreso a Italia, sus paisanos tribuline encargaron de restaurar algo del centro de la ciudad y hoy Treviglio tiene al menos tres capillas pintadas por Mombrini con la imagen de Nuestra Señora de las Lágrimas. En 2006, en Beijing en Grecia en 2007, en Moscú, en 2008, el GUM palacio en la Plaza Roja. Ese mismo año regresa por última vez en Brasil y Salvador de Bahía a affrescarvi ábside del Santuario de la Santísima Dulce pobres, también conocida como la Iglesia de la Inmaculada Concepción.
En 2010 participa en premio de arte contemporáneo Archer - Isla de S. Antioco y Premio Spoleto 53 - Festival de los Dos Mundos, ambos mantienen por el crítico de arte Vittorio Sgarbi, quien, en noviembre, también presenta el personal del Museo de Treviglio, en 2011, seleccionado para el Pabellón de Italia ( región de Lombardía ) de 54 ª Bienal de Venecia, creado a partir de junio a noviembre, en el Palazzo del Te en Mantua.
El último show fue en enero de 2013, y se celebró en la galería, el Adagio de la localidad francesa de Thionville, cerca de la frontera con Luxemburgo, el éxito de acogida y encontró calor aquí llevó a los organizadores a planificar dentro de un año la instalación de una nueva exposición en el estado vecino.
27 de abril de 2013 participó en la VII Exposición Internacional de Arte Martesana en la Villa Castelbarco Vaprio d'Adda.
El 12 de noviembre de 2013 es incluido en la lista de participantes en la primera Bienal de la Creatividad celebrado en la exposiciones Palexpo en Verona 12 a 16 en 2014. La Bienal fue inaugurada por Vittorio Sgarbi. En la ceremonia de premiación el 16 de enero intervino como invitado de honor Katia Ricciarelli.

## Exposiciones
Individuales
- 1969 - Galería Diamante - Milán
- 1971 - Bérgamo
- 1971 - Milán
- 1972 - Milán
- 1973 - Mandello del Lario - Lecco
- 1974 - Vicenza
- 1974 - Picchiaie - Isla de Elba
- 1975 - Galería Artioli - Treviglio
- 1976 - Galería Courier - Pesaro
- 1976 - Gallery Beauchamps e John Sears Gallery - Londres
- 1976 - Maison des Arts - París
- 1977 - Sala de la biblioteca - Ciserano
- 1977 - La Chaux-de-Fonds - Suiza
- 1978 - Galería de arte - Pegognaga
- 1978 - Galería de arte - Caravaggio
- 1979 - Galería de arte - Treviglio
- 1979 - Cassa Rurale ed Artigiana - Treviglio
- 1980 - Ars Gallery - Bérgamo
- 1980 - Cassa Rurale ed Artigiana - Treviglio
- 1981 - Sala de exposición - Fara Gera d'Adda
- 1984 - Galería de arte - Treviglio
- 1985 - Galería de arte - Firenze
- 1986 - Sala de exposición - Mantova
- 1986 - Galería Boycott - Bruxelles
- 1987 - Bienal - Bari
- 1987 - Sala de la biblioteca - Cassano d'Adda
- 1989 - Castillo Visconteo - Trezzo sull'Adda
- 1990 - Pro Loco - Cassano d'Adda
- 1992 - Antiguo convento de Concesa - Trezzo sull'Adda
- 1992 - Castillo de Trezzo - Trezzo sull'Adda
- 1993 - Galería de arte - Inzago
- 1995 - Centre national d'art et de culture Georges Pompidou - Paris
- 1995 - Sala de la biblioteca - Cassano d'Adda
- 1996 - Villa Castelbarco - Vaprio d'Adda
- 1996 - Villa Gina - Concesa, (Trezzo sull'Adda)
- 1997 - Maison de l'Amérique Latine de Monaco - Principado de Mónaco
- 1998 - Museo Solar do Unhão - Salvador (Bahía)
- 1998 - Obras Sociais Irmã Dulce - Salvador (Bahía)
- 1999 - Obras Sociais Irmã Dulce - Salvador (Bahía)
- 1999 - Galería Sallambo - Paris
- 2001 - Pro Loco - Cassano d'Adda
- 2002 - Sala de exposición - Treviglio
- 2003 - Santuário de Nossa Senhora das Lágrimas - Caraá
- 2005 - Auditório - Ciserano
- 2006 - Edifício Berva - Cassano d'Adda
- 2007 - Grecia
- 2008 - Santuário da Bem-aventurada Dulce dos Pobres - Salvador (Bahía)
- 2008 - Moscú
- 2010 - Museo de Treviglio
- 2013 - Thionville

Colectivas
- 1964 - Exposición de jóvenes pintores - Treviglio
- 1968 - Exposición de jóvenes artistas europeos - Roma
- 1969 - Grupo Brera - Caballo Blanco - Treviglio
- 1969 - Artistas Lombardos - Roma
- 1969 - Artistas italianos hoy - Roma
- 1970 - Grupo Brera - Hotel Milán - Brunate
- 1970 - Grupo Brera - Bérgamo
- 1974 - 4x4 Galería Diamante - Milán
- 1975 - Centro de arte internacional - Milán
- 1976 - Galería de arte - Caravaggio
- 1977 - Centro artístico de Lazio Lombardia - Treviglio
- 1977 - Primavera'77 - UNESCO - Paris
- 1979 - La Antena - Bérgamo
- 1988 - Adro
- 1988 - 100 artistas y un poema - Milán
- 1989 - La mujer en la pintura - Milán
- 1990 - UNESCO - Paris
- 1991 - Europa mañana - Ginebra
- 1992 - La maternidad en el arte - Cassano d'Adda
- 1994 - Arte para la Teletón - Treviglio
- 2006 - Expo - Pekín
- 2010 - Premio Arciere - Isla de Sant'Antioco
- 2010 - Festival de los Dos Mundos - Spoleto
- 2011 - Bienal - Palacio del Té - Mantua
- 2013 - VII Exposição Internacional de Arte Martesana - Villa Castelbarco - Vaprio d'Adda
- 2014 - Primera Bienal de la Creatividad - Verona